# Pseudophasma brachypterum
Pseudophasma brachypterum is een insect uit de orde Phasmatodea en de familie Pseudophasmatidae. De wetenschappelijke naam is gepubliceerd in 1763 door Linnaeus.